# Norrisia
Norrisia is een geslacht van weekdieren uit de klasse van de Gastropoda (slakken).

## Soort
- Norrisia norrisii (G. B. Sowerby I, 1838)